# Pissila
Pissila este un oraș din departamentul Pissila, Burkina Faso.